# Saccoloma domingense
Saccoloma domingense là một loài thực vật có mạch trong họ Dennstaedtiaceae. Loài này được (Spreng.) Prantl miêu tả khoa học đầu tiên năm 1892.